# Finché morte non ci separi (romanzo)
Finché morte non ci separi (titolo originale Livstid) è un romanzo giallo della scrittrice svedese Liza Marklund pubblicato in Svezia nel 2007.
È il settimo libro della serie che ha per protagonista la giornalista Annika Bengtzon.
La prima edizione del romanzo è stata pubblicata nell'anno 2010 da Marsilio.
Dal romanzo il regista Ulf Kvensler ha tratto nel 2012 il film omonimo facente parte della serie Annika: Crime Reporter. 

## Trama
Il commissario David Lindholm, rispettato da tutto il corpo di polizia per le sue valorose azioni, viene rinvenuto cadavere nella sua camera da letto, ucciso con un colpo di pistola alla testa e uno al ventre. Al momento del ritrovamento, la moglie Julia è presente in casa in stato di shock e il figlio di quattro anni sparito. I sospetti ricadono quindi immediatamente sulla moglie, anche se la giornalista Annika Bengtzon, dopo essere scampata all'incendio della propria casa, una volta rientrata al lavoro di redazione di "La Stampa della sera", inizia ad indagare non credendo a questa versione dei fatti.

## Edizioni
- Liza Marklund, Finché morte non ci separi, traduzione di Laura Cangemi, Marsilio, 2010. ISBN 978-88-317-0723-7.
- Liza Marklund, Finché morte non ci separi, traduzione di Laura Cangemi, Marsilio, 2012. ISBN 978-88-317-1133-3.
- Liza Marklund, Finché morte non ci separi, traduzione di Laura Cangemi, Universale Economica Feltrinelli, 2019. ISBN 978-88-297-0118-6.